# 长沙发

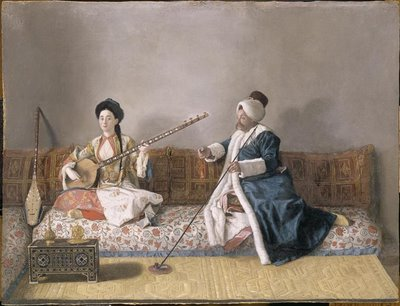
长沙发

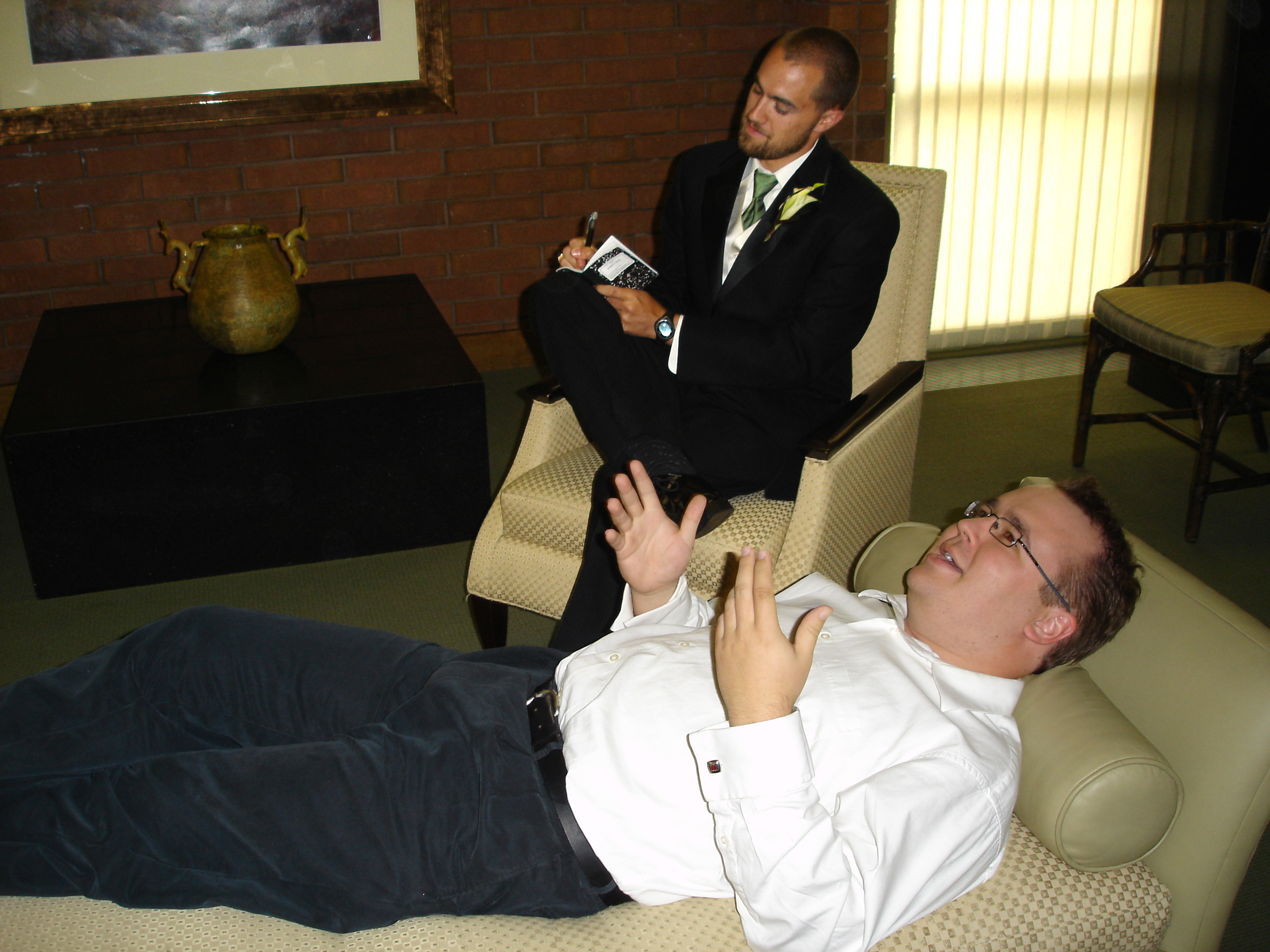
一名躺在长沙发上的男子

长沙发又稱沙发床 ，是一种类似於沙發的坐式家具。此類家具主要在中东（尤其是前奥斯曼帝国統治地區）比較常見，长沙发带有靠垫。